# Атлантида (фільм, 1932)
«Атлантида» (нім. Die Herrin von Atlantis, фр. L'Atlantide, англ. The Mistress of Atlantis) — німецько-французький науково-фентезійний пригодницький фільм 1932 року, поставлений режисером Георгом Вільгельмом Пабстом за романом П'єра Бенуа 1919 року «Атлантида». Фільм знімався одночасно у трьох версіях — німецькою, французькою та англійською мовами, — з різними акторами в деяких ролях. Головну жіночу роль в усіх трьох версіях зіграла Бригітта Гельм.

## Сюжет
У Африці французький офіцер колоніальних військ Сент-Аві розповідає молодому лейтенантові свого колишні пригоди в легендарному місті Атлантиді, яка похована під пустелею Сахара. Два роки тому він та його друг Моранж потрапили в полон у те підземне місто.
У Атлантиді панує неприступна Антінея, і всі люди, що одного разу потрапили в місто, приречені залишатися полоненими Атлантиди до самої смерті. Лише Моранж не може бути зачарованим, тому правителька вперше у житті відчуває потяг кохання до одного зі своїх чоловіків-в'язнів. Оскільки вона не може перемогти Моранжа, вона від заздрощів наказує Сент-Аві вбити свого друга. Після вбивства Моранжа Сент-Аві повертається до тями і після марних намагань вбити Антінею, йому вдається втекти з Атлантиди за допомогою рабів.
Коли Сент-Аві закінчує свою розповідь, в ньому знову пробуджується пристрасть і залежність від Антінеї. Він знову вирушає в Атлантиду, але в пустелі після піщаної бурі зникає безслідно.

## У ролях
Версія німецькою мовою
| • Бригітта Гельм    | … | Антінея                  |
| • Тела Чай          | … | Таніт Зерга              |
| • Гайнц Клінгенберг | … | Сент-Аві                 |
| • Густаф Діссль     | … | Моранж                   |
| • Володимир Соколов | … | Гетьман                  |
| • Матіас Віман      | … | Торстенсон               |
| • Флорель           | … | Клементіна               |
| • Гертруда Пабст    | … | американська журналістка |

Версія французькою мовою
| • Бригітта Гельм    | … | Антінея                              |
| • П'єр Бланшар      | … | капітан Сент-Аві                     |
| • Тела Чай          | … | Таніт Зерга                          |
| • Жорж Туррейль     | … | лейтенант Ферр'єр                    |
| • Володимир Соколов | … | Гетьман з Яромира                    |
| • Матіас Віман      | … | Торстенсон                           |
| • Жан Анжело        | … | капітан Моранж                       |
| • Гертруда Пабст    | … | журналістка                          |
| • Жак Ріше          | … | Жан Шатаньє (в титрах не зазначений) |

Версія англійською мовою
| • Бригітта Гельм | … | Антінея         |
| • Джон Стюарт    | … | Сент-Аві        |
| • Тела Чай       | … | Таніт Зерга     |
| • Густав Діссль  | … | Моранж          |
| • Ґібб Маклафлін | … | Граф Біловський |
| • Матіас Віман   | … | Торстенсен      |
| • Флорель        | … | Клементіна      |

## Знімальна група
- Автори сценарію — Александр Арну, Жак Деваль, Майлз Мандер, Герман Оберленде, Ладіслаус Вайда за романом П'єра Бенуа «Атлантида»  1919)
- Режисер-постановник — Георг Вільгельм Пабст
- Продюсери — Сеймур Небензаль, Ромен Пінес, Вільгельм Левенберг
- Оператор — Ернст Кернер, Ежен Шюффтан, Жозеф Барт
- Композитор — Вольфганг Целлер
- Монтаж — Жан Осер, Марк Соркін
- Художник-постановник — П'єр Ічак, Ерне Метцнер
- Художник по костюмах — П'єр Ічак, Макс Претцфелдер
- Асистент режисера — Герберт Раппапорт